# Freja Beha Erichsen
Freja Beha Erichsen, född den 18 oktober 1987 i Roskilde, Danmark, även känd som Freja Beha, är en dansk fotomodell. Hon beskrivs ofta för att ha ett androgynt utseende.

## Karriär
Erichsen upptäcktes av en modeagent som såg henne från en taxi i Köpenhamn
, hon började sin modellkarriär hösten 2005 som 18-åring med modevisningar i Paris och Milano för Prada, Louis Vuitton och Miu Miu. Som runwaymodell har hon gått för bland annat Shiatzy Chen, Chanel, Dior, Gucci, Burberry, Alexander Wang, Prada, Balmain, Balenciaga, Christian Lacroix, Zac Posen, Sonia Rykiel, Lanvin och Versace med flera.
Hon har medverkat i reklamkampanjer för varumärken som Balenciaga, Jil Sander, Gucci, Harry Winston, Inc., Georg Jensen, Hugo Boss, H&M, CK by Calvin Klein, Hermès, Isabel Marant, Chanel, Gianfranco Ferré, Pringle of Scotland, Emporio Armani, Roberto Cavalli, Chloé, Karl Lagerfeld, MaxMara, Valentino, Pollini, Jaeger, GAP, och Tom Ford.
Erichsen har medverkat på omslaget för många modemagasin, bland annat de amerikanska, franska, italienska, tyska, brittiska, brasilianska, kinesiska, japanska, koreanska och ryska utgåvor av Vogue, Interview Magazine, W Magazine, amerikanska och ryska Harper's Bazaar, franska och koreanska Numéro, i-D, V och Purple.